# Мажани
Мажани (пол. Mażany, нім. Masehnen) — село в Польщі, у гміні Кентшин Кентшинського повіту Вармінсько-Мазурського воєводства.
Населення — 134 особи (2011).
У 1975-1998 роках село належало до Ольштинського воєводства.

## Демографія
Демографічна структура станом на 31 березня 2011 року:
|          | Загалом | Допрацездатний вік | Працездатний вік | Постпрацездатний вік |
| -------- | ------- | ------------------ | ---------------- | -------------------- |
| Чоловіки | 77      | 17                 | 54               | 6                    |
| Жінки    | 57      | 8                  | 36               | 13                   |
| Разом    | 134     | 25                 | 90               | 19                   |